# Соціалістична партія (Індонезія)
Соціалістична партія (індонез. Partai Sosialis) — політична партія Індонезії, заснована у грудні 1945 року на з'їзді у Черібоні в результаті об'єднання Соціалістичної партії Індонезії (Parsi) та Соціалістичної народної партії. Головою партії став голова Соціалістичної народної партії Сутан Шарір, заступником голови — голова Parsi й міністр оборони Індонезії Амір Шарифуддін.

## Історія
У січні 1946 року партія та її молодіжна організація Народна молодь вступили у фронт, що отримав назву Persatuan Perdjuangan. У лютому того ж року фронт спробував сформувати новий уряд. Президент Сукарно дозволив фронту сформувати кабінет, але він не був утворений через розбіжності всередині фронту.
У травні 1946 року новий уряд утворила коаліція Konsentrasi National, що суперничала з Persatuan Perdjuangan, до якої входили Соціалістична партія, Народна молодь, Комуністична партія Індонезії, Мурба, Партія праці Індонезії та інші масові організації. Невдовзі між двома коаліціями почались сутички, Persatuan Perdjuangan почала збройну боротьбу проти уряду. Шарір був викрадений тією організацією, однак, невдовзі був звільнений.
У жовтні 1946 року було розширено уряд. До нової урядової коаліції, Sajap Kiri, що виступала на підтримку Лінгаджатських угод з урядом Нідерландів, увійшли Соціалістична партія, Комуністична партія, Народна молодь і Партія праці.
До кінця 1946 року був сформований Центральний національний комітет Індонезії, Соціалістична партія отримала в ньому 35 з 514 місць.
У травні 1947 року голландський уряд висунув до уряду Індонезії ультиматум з вимогами визнання суверенітету Нідерландів над Індонезією до 1949 року. У Соціалістичній партії стався розкол з питань ставлення до цього ультиматуму. Шарір вважав, що голландцям потрібно піти на поступки, Шарифуддін і його прибічники виступали проти цього. У червні Шарір залишив пост прем'єр-міністра. Після того як Шарір вирушив до Нью-Йорка на сесію ООН, Шарифуддін став головою партії. Коли Хатта сформував новий уряд, фракція прибічників Шаріра підтримала його, хоч Sajap Kiri, в тому числі й фракція Шарифуддіна, виступила проти.
Шарір і його прибічники вийшли з партії та 12 лютого 1948 року сформували Соціалістичну партію Індонезію (PSI), до якої перейшли 4 з 5 представників у робочій групі Центрального індонезійського національного комітету, а також 18 із 35 представників соцпартії в самому комітеті. Однак, більша частина партії підтримала Шарифуддіна.
У лютому 1948 року Соціалістична партія (фракція Шарифуддіна), Комуністична партія й Партія праці утворили Народно-демократичний фронт. Невдовзі всі ті партії увійшли до складу Комуністичної партії.